# Любовь спасёт мир
«Любовь спасёт мир» — дебютный студийный альбом украинской певицы Веры Брежневой. Альбом был выпущен 22 ноября 2010 года, на лейбле «Velvet Music» в виде расширенного издания (с DVD-диском). Дистрибьютором альбома на территории России стала компания «Монолит».

## Критика
Позитивную оценку альбом получил на сайте «Intermedia.ru». Алексей Мажаев пишет, что одной из лучших композиций на альбоме является песня «Любовь в большом городе», написанная самой Верой. Композиция «Любовь спасёт мир» была названа «летним шлягером». Автор также высказал мнение, что дебютный альбом открыл важное качество певицы: «она как пластилин, из которого умелыми руками можно вылепить много всего прекрасного. И она готова меняться…». Рецензентом было отмечено, что на альбоме Брежнева много экспериментирует с различными музыкальными стилями, однако, отметил, что «за этно-вставками в аранжировки, дуэтами и сменой жанров не всегда ощутима её индивидуальность…». В целом автор посчитал, что Вера Брежнева должна в будущем развивать свои композиторские способности. Смешанную рецензию альбому дали на сайте проекта «МирМэджи». В издании пишут, что новые песни, вошедшие в альбом, получились не совсем удачными. Также отрицательно были оценены дуэты с Даном Баланом и Потапом. Однако, в издании позитивно оценили песню «Нирвана», сравнив её с творчеством певицы Линды, и написав, что «Было бы здорово, если бы Вера продолжила работать в этом направлении. Со времён Линды, такого в принципе не делал никто. А если и делал, то результат был неубедительным». В целом, на сайте посчитали, что пластинка сильно напоминает альбом Анны Семенович «Слухи».
Альбом был положительно оценен на сайте «Newsmusic.ru». Дмитрий Прочухан пишет, что в альбом вошли «100%-ные хиты». Песня «Любовь спасёт мир» была названа эталоном летнего хита и также положительно были оценены песни «Я не играю» и «Любовь в большом городе». Из недостатков альбома автор отметил только некоторые вокальные огрехи певицы.

## Список композиций
| №   | Название                                        | Автор(ы)                               | Длительность |
| --- | ----------------------------------------------- | -------------------------------------- | ------------ |
| 1.  | «Любовь спасёт мир»                             |                                        | 3:30         |
| 2.  | «Нирвана»                                       | Константин Меладзе                     | 3:41         |
| 3.  | «Я здесь»                                       | Алексей Фицич                          | 4:14         |
| 4.  | «Если будешь смелей»                            | Л. Басович, А. Тимощик                 | 3:57         |
| 5.  | «Задушу»                                        | Стас Шуринс                            | 3:36         |
| 6.  | «Я не играю»                                    | Константин Меладзе                     | 3:26         |
| 7.  | «Любовь в большом городе»                       | Вера Брежнева, Диана Гольдэ            | 3:50         |
| 8.  | «Лепестками слёз» (совместно с Даном Баланом)   | Игорь Шавров, Дан Балан, Алексей Фицич | 3:28         |
| 9.  | «Не беги за мной»                               | Стас Шуринс                            | 3:21         |
| 10. | «Пронто» (совместно с Потапом)                  | Алексей Потапенко                      | 3:24         |
| 11. | «Sexy bambina»                                  | Алексей Фицич                          | 3:40         |
| 12. | «Нирвана» (Dj Nil Remix)                        | Константин Меладзе                     | 2:50         |
| 13. | «Любовь спасёт мир» (Vengerov & Fedoroff Remix) | Алексей Фицич                          | 3:54         |